# أبناء وأمهات
أبناء وأمهات هو مسلسل سوري أنتج عام 1993، وهو من تأليف فرحان بلبل وإخراج محمد الشليان.

## الممثلون
منى واصف بدور أم جميل.
عباس النوري بدور رياض.
سلوم حداد بدور جميل.
بسام كوسا بدور سامر.
حسام عيد بدور حامد
ليلى عوض، فادي ليلان، شريف السيد، يارا صبري، سليم كلاس، سوزان العروسي، رياض نحاس، عزة البحرة، رنا جمول، إيمان عبد العزيز، صباح بركات، أحمد مللي، محمد الحريري، سعيد عبد السلام.